# Satellite Award des meilleurs costumes
Le Satellite Award des meilleurs costumes (Satellite Award for Best Costume Design) est une distinction cinématographique américaine décernée depuis 1997 par The International Press Academy.

## Palmarès
Note : les gagnants sont indiqués en gras.

### Années 1990
- 1997 : Evita
  - Hamlet
  - Moll Flanders, ou les mémoires d'une courtisane (Moll Flanders)
  - Portrait de femme (The Portrait of a Lady)
  - Ridicule

- 1998 : Titanic
  - Amistad
  - Beaumarchais, l'insolent
  - La Dame de Windsor (Mrs. Brown)
  - Les Ailes de la colombe (The Wings of the Dove)

- 1999 : Elizabeth
  - Beloved
  - À tout jamais (Ever After)
  - Pleasantville
  - Shakespeare in Love

### Années 2000
- 2000 : Sleepy Hollow
  - Anna et le Roi (Anna and the King)
  - L'Empereur et l'Assassin (荊柯刺秦王)
  - Un mari idéal (An Ideal Husband)
  - Le Violon rouge
  - Titus

- 2001 : Le Grinch (How the Grinch Stole Christmas!)
  - Tigre et Dragon (臥虎藏龍)
  - Gladiator
  - Chez les heureux du monde (The House of Mirth)
  - The Patriot

- 2002 : Moulin Rouge (Moulin Rouge!)
  - L'Affaire du collier (The Affair of the Necklace)
  - From Hell
  - Le Seigneur des anneaux : La Communauté de l'anneau (The Lord of The Rings: The Fellowship of the Ring)
  - La Planète des singes (Planet of the Apes)

- 2003 : Frida
  - Austin Powers dans Goldmember (Austin Powers in Goldmember)
  - Gangs of New York
  - Les Sentiers de la perdition (Road to Perdition)
  - Star Wars, épisode II : L'Attaque des clones (Star Wars, Episode II: Attack of the Clones)

- 2004 : Le Dernier Samouraï (The Last Samurai)
  - Company (The Company)
  - Le Seigneur des anneaux : Le Retour du roi (The Lord of the Rings: The Return of the King)
  - Master and Commander : De l'autre côté du monde (Master and Commander: The Far Side of the World)
  - Pirates des Caraïbes : La Malédiction du Black Pearl (Pirates of the Caribbean: The Curse of the Black Pearl)
  - Pur Sang, la légende de Seabiscuit (Seabiscuit)

- 2005 (janvier) : Vanity Fair, la foire aux vanités (Vanity Fair)
  - Aviator (The Aviator)
  - De-Lovely
  - Le Fantôme de l'Opéra (The Phantom of the Opera)
  - Le Secret des poignards volants (十面埋伏)
  - Capitaine Sky et le Monde de demain (Sky Captain and the World of Tomorrow)

- 2005 (décembre) : Orgueil et Préjugés (Pride & Prejudice)
  - Harry Potter et la Coupe de feu (Harry Potter and the Goblet of Fire)
  - Kingdom of Heaven
  - Mémoires d'une geisha (Memoirs of a Geisha)
  - Modigliani
  - La Comtesse blanche (The White Countess)

- 2006 : Le Diable s'habille en Prada (The Devil wears Prada)
  - Le Dahlia noir (The Black Dahlia)
  - La Cité interdite (满城尽带黄金甲)
  - Dreamgirls
  - Marie-Antoinette

- 2007 : Elizabeth : L'Âge d'or (Elizabeth: The Golden Age)
  - Amazing Grace
  - Reviens-moi (Atonement)
  - Les Fantômes de Goya (Goya's Ghosts)
  - Hairspray
  - La Môme

- 2008 : The Duchess
  - Australia
  - Brideshead Revisited
  - La Cité de l'ombre (City of Ember)
  - L'Étrange Histoire de Benjamin Button (The Curious Case of Benjamin Button)
  - Sex and the City, le film (Sex and the City: The Movie)

- 2009 : L'Imaginarium du docteur Parnassus (The Imaginarium of Doctor Parnassus)
  - Chéri
  - Les Trois Royaumes (赤壁)
  - Victoria : Les Jeunes Années d'une reine (The Young Victoria)
  - Nine

### Années 2010
- 2010 : Alice au pays des merveilles (Alice in Wonderland)
  - Black Swan
  - Le Discours d'un roi (The King's Speech)
  - Mange, prie, aime (Eat Pray Love)
  - Robin des Bois (Robin Hood)

- 2011[1] : De l'eau pour les éléphants (Water for Elephants)
  - Anonymous
  - The Artist
  - Faust (Фа́уст)
  - Jane Eyre
  - Mystères de Lisbonne (Mistérios de Lisboa)

- 2012[2] : Royal Affair (En kongelig affære)
  - Les Adieux à la reine
  - Anna Karénine (Anna Karenina)
  - Blanche-Neige et le Chasseur (Snow White And The Huntsman)
  - Cloud Atlas
  - Les Misérables

- 2014 : The Invisible Woman
  - Dans l'ombre de Mary (Saving Mr. Banks)
  - Gatsby le Magnifique (The Great Gatsby)
  - Le Monde fantastique d'Oz (Oz: the Great and Powerful)
  - Rush
  - Twelve Years a Slave

- 2015 : The Grand Budapest Hotel – Milena Canonero
  - Belle – Anushia Nieradzik
  - Into the Woods – Colleen Atwood
  - Maléfique (Maleficent) – Anna B. Sheppard
  - Noé (Noah) – Michael Wilkinson
  - Saint Laurent – Anais Romand

- 2016 : The Assassin (聶隱娘) – Wen-Ying Huang
  - Cendrillon (Cindirella) – Sandy Powell
  - Danish Girl – Paco Delgado
  - Loin de la foule déchaînée (Far from the Madding Crowd) – Janet Patterson
  - Macbeth – Jacqueline Durran
  - Sado (사도) – Shim Hyun-seob

- 2017 : Jackie – Madeline Fontaine
  - Alice de l'autre côté du miroir – Colleen Atwood
  - Captain Fantastic – Courtney Hoffman
  - Doctor Strange – Alexandra Byrne
  - La La Land – Mary Zophres
  - Love and Friendship – Eimer Ní Mhaoldomhnaigh

- 2018 : Phantom Thread – Mark Bridges
  - La Belle et la Bête (Beauty and the Beast) – Jacqueline Durran
  - Les Proies (The Beguiled) – Stacey Battat
  - Dunkerque (Dunkirk) – Jeffrey Kurland
  - Le Crime de l'Orient-Express (Murder on the Orient Express) – Alexandra Byrne
  - Confident royal (Victoria & Abdul) – Consolata Boyle

- 2019 : La Favorite (The Favourite) – Sandy Powell
  - Black Panther – Ruth E. Carter
  - Colette – Andrea Flesch
  - Les Animaux fantastiques : Les Crimes de Grindelwald (Fantastic Beasts: The Crimes of Grindelwald) – Colleen Atwood
  - Marie Stuart, reine d'Écosse (Mary Queen of Scots) – Alexandra Byrne
  - A Star Is Born – Erin Benach

### Années 2020
- 2020 : Dolemite Is My Name – Ruth E. Carter
  - Downton Abbey – Susannah Buxton, Rosalind Ebbutt, Caroline McCall et Anna Robbins
  - Joker – Mark Bridges
  - Judy – Jany Temime
  - Rocketman – Julian Day
  - Les Deux Papes – Luca Canfora

- 2021 : The Personal History of David Copperfield – Suzie Harman et Robert Worley
  - Emma – Alexandra Byrne
  - Mank – Trish Summerville
  - Le Blues de Ma Rainey (Ma Rainey's Black Bottom) – Ann Roth
  - Mulan – Bina Daigeler
  - One Night in Miami – Francine Jamison-Tanchuck

- 2022 : Cyrano – Massimo Cantini Parrini
  - Belfast – Charlotte Walter
  - Coming 2 America – Ruth E. Carter
  - Dune – Jacqueline West et Bob Morgan
  - The Power of the Dog – Kirsty Cameron
  - Spencer – Jacqueline Durran

- 2023 : Babylon – Mary Zophres
  - Black Panther: Wakanda Forever – Ruth E. Carter
  - Elvis – Catherine Martin
  - Empire of Light – Alexandra Byrne
  - Vivre – Sandy Powell
  - The Woman King – Gersha Phillips

- 2024 : Napoléon – Dave Crossman et Janty Yates
  - Barbie – Jacqueline Durran
  - La Couleur pourpre (The Color Purple) – Francine Jamison-Tanchuck
  - Killers of the Flower Moon – Jacqueline West
  - Oppenheimer – Ellen Mirojnick
  - Pauvres Créatures (Poor Things) – Holly Waddington

- 2025 : Wicked – Paul Tazewell
  - Blitz – Jacqueline Durran
  - Dune, deuxième partie (Dune: Part Two) – Jacqueline West
  - Gladiator 2 – Janty Yates et Dave Crossman
  - Maria – Massimo Cantini Parrini
  - Nosferatu – Linda Muir